# Juan Carlos I (stacja antarktyczna)

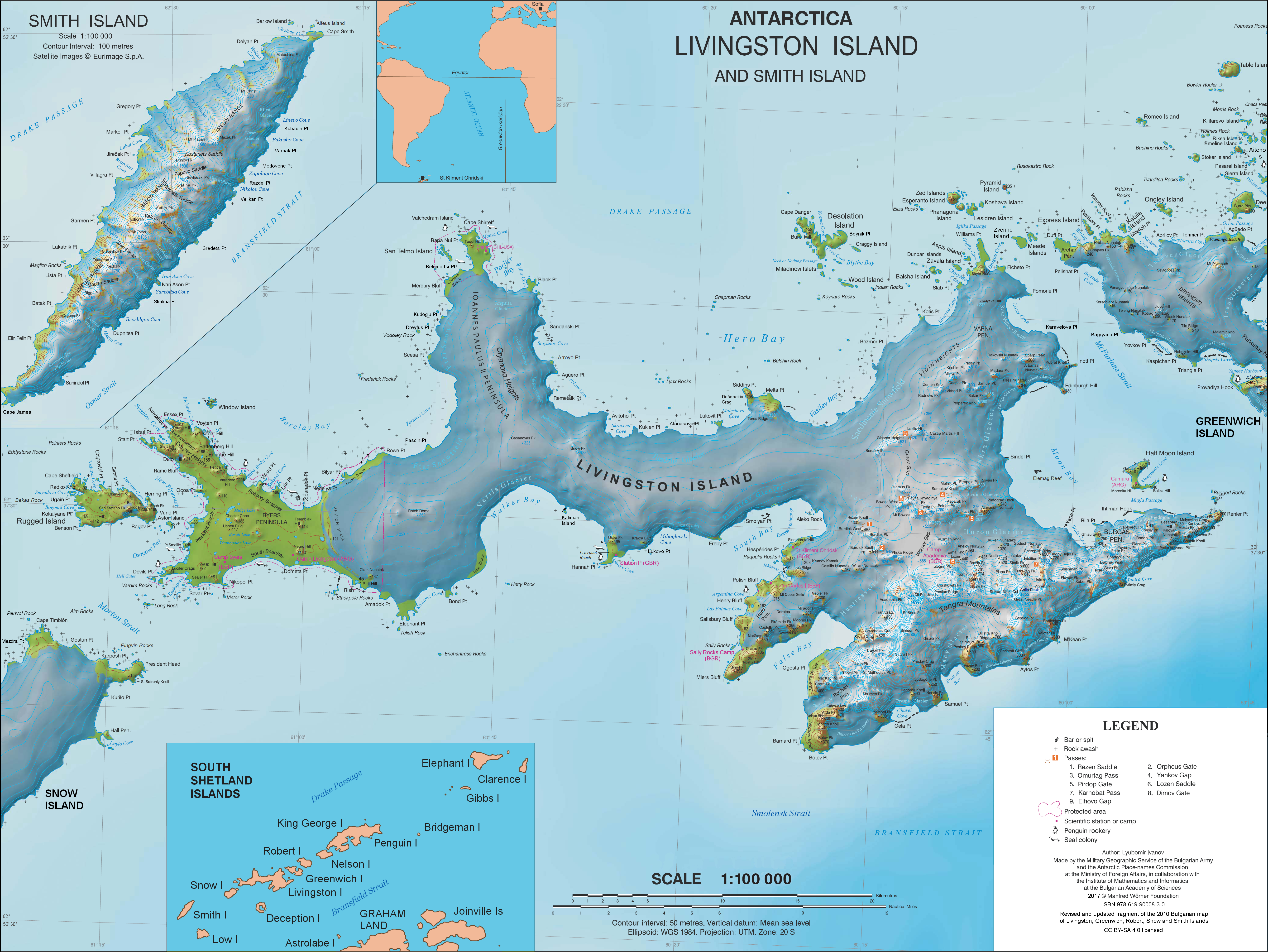
Mapa Wyspy Livingstona

Juan Carlos I – letnia stacja antarktyczna, należąca do Hiszpanii, położona na antarktycznej Wyspie Livingstona.

## Położenie i warunki
Stacja znajduje się na wolnym od lodu wybrzeżu półwyspu Hurd, nad Zatoką Południową (ang. South Bay), w południowej części Wyspy Livingstona. Została posadowiona na czwartorzędowych osadach pochodzenia morskiego i fluwioglacjalnego. Wyspa leży w archipelagu Szetlandów Południowych, ciągnącym się równolegle do wybrzeża Półwyspu Antarktycznego. Bazą zarządza Ministerstwo Nauki i Technologii (hiszp. Ministerio de Ciencia y Tecnología). Na wyspie znajduje się także bułgarska stacja Kliment Ochridski i, w znacznej odległości, chilijska stacja Guillermo Mann. Wszystkie te stacje działają wyłącznie latem.
Stacja dysponuje przestrzenią mieszkalną dla 19 osób, choć zalecane jest nieprzekraczanie liczby 17 osób personelu. Część przeznaczoną do prac naukowych tworzą cztery kontenery zawierające bibliotekę i laboratoria wyposażone w sprzęt badawczy. Prócz tego inne kontenery zawierają magazyny, systemy zasilania i warsztaty. Stacja dysponuje także własnymi łodziami i pojazdami gąsienicowymi.

## Historia i działalność
Stacja została otwarta w styczniu 1988 roku, transport załogi i prefabrykowanych budynków stacji na Wyspę Livingstona zapewnił polski statek MS Antoni Garnuszewski. Patronem stacji jest Jan Karol I Burbon, król Hiszpanii. Działania naukowe na stacji obejmują meteorologię, geologię i biologię. Stacja posiada także obserwatorium geomagnetyczne. Oprócz instalacji położonych w obrębie bazy, Hiszpanie posiadają także obóz do prac w terenie, u stóp góry Królowej Zofii, odległy o 30 minut drogi piechotą od stacji.